# 24 mai 1909
Le lundi 24 mai 1909 est le 144e jour de l'année 1909.

## Naissances
- Albert Flocon (mort le 12 octobre 1994), graveur, peintre et essayiste français d'origine allemande (1909-1994)
- Camillo Marinone (mort le 20 décembre 1942), joueur de basket-ball italien
- Hartmann Lauterbacher (mort le 12 avril 1988), politicien autrichien
- Helmut Ensslin (mort le 27 mai 1984), pasteur protestant évangélique allemand
- Máire Ní Scolaí (morte le 28 juin 1985), chanteuse traditionnelle irlandaise
- Victoria Hopper (morte le 22 janvier 2007), actrice britannique née au Canada

## Décès
- François-Émile Michel (né le 19 juillet 1828), artiste peintre et critique d'art. A été membre de l'Institut
- Franz Pfanner (né le 21 septembre 1825), trappiste autrichien
- Georg von Neumayer (né le 21 juin 1826), scientifique et explorateur allemand
- Karl Henrik Karlsson (né le 12 novembre 1856), historien suédois
- Matsudaira Tarō (né en 1839), personnalité politique japonaise

## Événements
- Création de différents parcs nationaux en Suède : Ängsö, Abisko, Garphyttan, Hamra, Pieljekaise, Sarek et Stora Sjöfallet